# Simorrhina quadrimaculata
Simorrhina quadrimaculata är en skalbaggsart som beskrevs av Ernst Gustav Kraatz 1898. Simorrhina quadrimaculata ingår i släktet Simorrhina och familjen Cetoniidae. Inga underarter finns listade i Catalogue of Life.